# Армейская боевая рубашка
Армейская боевая рубашка (англ. Army Combat Shirt, ACS) — огнестойкая рубашка, разработанная и применяемая Армией США в качестве дополнительного элемента к армейской боевой форме (англ. Army Combat Uniform). представляет собой самостоятельный предмет экипировки, специально предназначенный для ношения с усовершенствованным наружным тактическим бронежилетом IOTV в тёплую и жаркую погоду вместо кителя. Рубашка была введена в эксплуатацию в 2007 году. Её цель  значительно повысить комфорт военнослужащего за счёт использования лёгких, дышащих и влагоотводящих тканей. Рубашка была создана параллельно с огнестойкой организационной формой корпуса морской пехоты США (англ. Flame Resistant Organizational Gear, FROG). В сочетании с огнестойкими брюками от боевой формы (англ. Fire Resistant ACU, FRACU), Рубашка обеспечивает защиту от ожогов от шеи до лодыжек.

## Предпосылки
Традиционно огнестойкая форма предназначалась для отдельных категорий военнослужащих, таких как лётчики, операторы топливного оборудования и члены экипажей бронетехники, наиболее подвержённые риску возгорания топлива. Однако с увеличением частоты применения самодельных взрывных устройств (СВУ) в Афганистане и Ираке в 2000 годах потребность в огнестойкой форме значительно возросла.

## История

### 2000-е годы
2007: Введение
В январе 2007 года армия США начала поставки 160 000 огнестойких комплектов формы из ткани Nomex (англ. Flame Resistant ACU) для военнослужащих, задействованных в конвойных операциях с повышенным уровнем риска. Однако форма из Nomex хуже пропускала воздух по сравнению с традиционной хлопково-нейлоновой ACU и была менее комфортной в жарком климате. В середине 2000-х годов Управление по разработке экипировки для солдат (англ. Program Executive Office Soldier) разработало боевую рубашку как более лёгкую, дышащую и огнестойкую альтернативу. Поставка рубашки началась в сентябре 2007 года; каждому военнослужащему, направляемому за границу, выдавались по две рубашки.

### 2010-е годы
2016–2019: Боевая рубашка с баллистической защитой
Армия США разрабатывает бронированный вариант армейской боевой рубашки под названием Баллистическая Боевая Рубашка (англ. Ballistic Combat Shirt), оснащённый баллистической защитой в области верхней части грудной клетки, нижней части шеи и верхней части рукавов, при этом обеспечивающий максимальную подвижность рук. Необходимость в подобной рубашке возникла в связи с широким распространением малогабаритных бронежилетов, которые не поддерживают дополнительную защиту конечностей, а также из-за неудобства существующих защитных элементов, которые военнослужащие зачастую предпочитают не использовать. Ожидалось, что поставки начнутся в 2019 году.